# Дітер фон Бем-Бецінг
Дітер фон Бем-Бецінг (нім. Diether von Boehm-Bezing; 9 листопада 1880, Любен — 30 листопада 1974, Шефтларн) — німецький воєначальник, генерал кінноти вермахту. Кавалер Німецького хреста в золоті.

## Біографія
20 березня 1899 року вступив в Прусську армію. Учасник Першої світової війни. Після демобілізації армії залишений в рейхсвері. 30 вересня 1937 року вийшов у відставку.
26 серпня 1939 року призваний на службу і призначений командиром 252-ї піхотної дивізії. Учасник Польської і Французької кампаній, а також Німецько-радянської війни. 24 березня 1942 року відправлений в резерв фюрера. З 1 червня 1942 року — командир 153-ї піхотної (з 11 вересня — резервної, з 10 грудня — навчально-польової) дивізії. 15 січня 1943 року знову відправлений в резерв, а 28 лютого звільнений у відставку.

## Звання
- Фенріх запасу (20 березня 1899)
- Фенріх (16 листопада 1899)
- Лейтенант (18 серпня 1900)
- Оберлейтенант (27 січня 1910)
- Ротмістр (20 травня 1914)
- Майор (1 лютого 1923)
- Оберстлейтенант (1 вересня 1928)
- Оберст (1 квітня 1931)
- Генерал-майор (1 жовтня 1933)
- Генерал-лейтенант запасу (1 жовтня 1935)
- Генерал-лейтенант запасу до розпорядження (1938)
- Генерал-лейтенант до розпорядження (1 лютого 1941)
- Генерал кінноти до розпорядження (1 лютого 1943)

## Нагороди
- Залізний хрест 2-го і 1-го класу
- Хрест «За заслуги у війні» (Саксен-Мейнінген)
- Королівський орден дому Гогенцоллернів, лицарський хрест з мечами
- Хрест «За вислугу років» (Пруссія)
- Почесний хрест ветерана війни з мечами
- Медаль «За вислугу років у Вермахті» 4-го, 3-го, 2-го і 1-го класу (25 років)
- Застібка до Залізного хреста 2-го і 1-го класу
- Німецький хрест в золоті (19 грудня 1941)
- Медаль «За зимову кампанію на Сході 1941/42»